# Withius despaxi
Withius despaxi är en spindeldjursart som beskrevs av Max Vachon 1937. Withius despaxi ingår i släktet Withius och familjen Withiidae. Inga underarter finns listade i Catalogue of Life.